# 高廷煃
高廷煃，山西省潞安府黎城縣人，清朝政治人物。同進士出身。
光緒二年（1876年），參加丙子恩科會試，得貢士第177名。殿試登進士3甲第43名。同年五月（6月3日），經吏部掣簽，授即用知縣。